# 克里斯·道特雷
克里斯·道特雷（Christopher Adam "Chris" Daughtry；1979年12月26日—），美國搖滾樂詞曲創作歌手及吉他手。克里斯是道特雷樂團的主唱，道卓爾樂團是克里斯在2006年成立的流行樂團。克里斯踏上搖滾明星之路的第一步是參加美國高收視電視真人秀歌唱節目《美國偶像》，他在這場比賽中得到第四名。在脫離《美國偶像》後，他的樂團推出第一張同名專輯，在短短的五周後就售出了超過一百萬張，被Soundscan認證為銷售最快的首發搖滾音樂專輯，而且成績遠遠超越了其他在美國偶像第五季的歌手的專輯。

## 早年與生活
克里斯在北卡羅來納州出生和長大。
2005年，克里斯到CBS電視台的歌唱比賽《Rock Star: INXS》參加面試，可惜他未能成功進入比賽。在克里斯沒參加《美國偶像》前，他在家鄉有一隊屬於自己的樂團—Absent Element，克里斯本人擔任主唱和節奏結他手。
克里斯和妻子Deanna在2000年11月結婚。他育有四名兒女，女兒Hannah Price在1996年9月7日出生，是妻子和前夫誕下的女兒，兒子Griffin Daughtry是收養子，在1998年6月30日出生，以及自己所生的雙胞胎Adalynn Rose Daughtry和Noah James Daughtry，在2010年11月17日出生。

## 音樂事業

### 美國偶像
克里斯參加比賽的靈感來自《美國偶像》第四季的亞軍波·拜斯。從丹佛的海選一開始，克里斯唱的就是搖滾風格的歌《The Letter》，通過了寶拉和蘭迪的一關，並未得到西門的肯定。
2006年3月1日的《美國偶像》，克里斯唱了搖滾樂團Fuel的一曲《Hemorrhage》，不但得到三位評判的讚賞，而且令到Fuel親自邀請克里斯作樂團的新主唱，據Fuel的貝司手Jeff Abercrombie在一次接受採訪時說：「克里斯非常棒！他的聲音非常有感染力！當時他表演那首歌，簡直就像是他自己為自己量身訂造的一樣。」但是克里斯後來拒絕了Fuel的好意，說想繼續追求自己的音樂。
4進3的淘汰賽，凱薩琳·麥菲和克里斯兩人成了得票最低的兩人，克里斯宣佈被淘汰，令很多觀眾「大跌眼鏡」。之後更引來很大的爭議，包括主持人瑞安·西克雷斯特給出了錯誤的號碼，他不停地在節目中重複的電話號碼是錯的，一些支持者說他們給克里斯投的票被誤投給了前四名之中唯一的女選手凱薩琳·麥菲。更有傳聞說，《美國偶像》要重新進行半決賽，克里斯會被請回了節目中。但後來證實了傳聞都是假的。

### 美國偶像過後
在《美國偶像》得到第四名後，除了參與了《美國偶像現場!巡迴》和推出了第五季的音樂合輯外，另一方面亦開始為個人的音樂發展開始工作。2006年7月10日，宣佈克里斯和經紀人19 Entertainment 和唱片廠牌 RCA Records 簽約，並在11月推出首張專輯。同時亦宣佈克里斯他將會以樂團的身份推出專輯，樂團的名字以克里斯的姓氏「道特雷」命名。

### 2006-現在
首張同名專輯《道特雷》在2006年11月21日推出，首張單曲《It's Not Over》在同日推出。首周售出65萬張，而且這張專輯登上了告示牌排行榜的第一位，成為了繼凱莉·克萊森、魯本·史坦德和克雷·艾肯後，又一名來自《美國偶像》能夠登上告示牌200大榜首的歌手，而且克里斯比以上數位歌手在《美國偶像》的排名要低。
迄今《道特雷》已售出近二百萬張，而且被被Soundscan認證為銷售最快的首發搖滾音樂專輯。
專輯裡的歌曲《Home》成為《美國偶像》第六季淘汰曲目。

## 音樂作品

### 專輯
| 專輯封面 | 專輯資料 |
| -------- | --- |
|          | 《道特雷》 - 發行日期：2006年11月21日 - 發行商：RCA - 美國排行：#1（2星期） - 美國銷售：4,192,822 - RIAA認證：4 白金唱片 - 官方單曲： - 2006：《It's Not Over》 - 2007：《Home》 - 2007：《What I Want》 - 2007：《Over You》 - 2007：《Crashed》 - 2008：《Feels Like Tonight》 - 2008：《What About Now》 |

## 站外連結
- 官方網站 （页面存档备份，存于）
- 克里斯·道特雷在WikiMusicGuide
- 克里斯·道特雷在IMDb （页面存档备份，存于）